# Ministère des Situations d'urgence (Azerbaïdjan)
Pour les articles homonymes, voir Ministère des Situations d'urgence.
 (décembre 2017).
Si vous disposez d'ouvrages ou d'articles de référence ou si vous connaissez des sites web de qualité traitant du thème abordé ici, merci de compléter l'article en donnant les références utiles à sa vérifiabilité et en les liant à la section « Notes et références ».
Le ministère des Situations d'urgence de la république d'Azerbaïdjan (en Azerbaïdjan: Azərbaycan Respublikası Fövqəladə Hallar Nazirliyi) est l'organe exécutif central au sein du gouvernement de la république d'Azerbaïdjan chargé de protéger la population contre les catastrophes naturelles et humaines. Le ministère est dirigé par Kamaladdin Heydarov.

## Législation
La défense civile de la république d'Azerbaïdjan est contrôlée par la loi sur la protection civile, qui a été introduite par le décret du président de la république d'Azerbaïdjan en 1998. Conformément à cette loi, le cabinet de la République a pris la décision " A propos des dispositions de la protection civile "et des documents normatifs approuvés. 

## Directions d'activité
Protection de la population et des territoires contre les situations d'urgence, les incendies, les risques liés à l'eau. Sécuriser l'industrie minière, assurer la sécurité des produits pétroliers et pétroliers, prévenir et atténuer les situations d'urgence, mobiliser des ressources matérielles, mobiliser des fonds publics dans les lieux publics et assurer la mise en œuvre de politiques et de règlements élaborés.

## Procédure
Afin d'organiser le contrôle dans différentes situations d'urgence, les décisions sont prises de manière centralisée ou au niveau local. L'Organisation de défense civile d'Azerbaïdjan a été restructurée sous l'autorité du ministère des Situations d'urgence.

## Organisation
Selon les exigences de la législation "À propos de la défense civile" tous les organismes gouvernementaux (centraux et locaux), les installations industrielles de différents droits de propriété ont des "plans de protection civile". Ce sont des programmes pour les incendies, les tremblements de terre, la contamination radioactive et chimique, les conflits militaires, etc. Le contrôle et l'exécution des mesures de protection en cas d'urgence relèvent du gouvernement de la République, des organes exécutifs centraux et locaux. Le département de la défense civile du ministère de la Défense de la république d'Azerbaïdjan coopère avec la Communauté des États indépendants (CEI) et l'Organisation internationale de défense civile (OIDC).

## Personnel
Leaders, sections, services, forces de secours. Les droits et les responsabilités de l'Organisation sont inscrits dans la loi sur la protection civile de la république d'Azerbaïdjan. Le personnel militaire de la défense civile de la république d'Azerbaïdjan utilise l'uniforme du personnel militaire du ministère de la Défense.
Kamaladdin Heydarov, ministre des Situations d'urgence de la république d'Azerbaïdjan colonel-general.
Rafail Mirzayev, premier sous-ministre, lieutenant-général.
Faik Tagi-zade, sous-ministre Lieutenant-général du service médical.
Etibar Mirzayev, sous-ministre, lieutenant-général.
Rakhim Latifov, sous-ministre, lieutenant-général.
Oroudjali Hajiyev, sous-ministre

## Structure
- La structure du ministère comprend:
- Service d'incendie d'État
- Service de contrôle d'incendie d'état
- Les troupes de la défense civile
- Agence d'État de stock
- L'Agence nationale de contrôle de la sécurité de la construction
- Agence pour la sécurité du travail dans l'industrie et le contrôle minier
- Inspection d'État pour les navires à faible intensité
- Service public dans les eaux du salut
- Protection des services secrets militarisés
- Le service de secours du bassin caspien
- Centre de gestion de crise
- Agence d'État pour la réglementation des activités nucléaires et radiologiques

Et aussi:
- Travaux spéciaux "Isotope"
- Département des enquêtes opérationnelles
- Association de recherche et de production
- Laboratoire central
- Sauvetage d'ambulance
- Bureau de la construction de capital
- Détachement d'aviation
- Centre d'entraînement
- Club de gym
- Service médical
- Centres régionaux du ministère

## Entraînement
La formation des spécialistes se fait au centre de formation de la défense civile et aux cours locaux de la protection civile.

## Finances
Le financement provient du budget.

## Relations internationales
Le ministère des Situations d'urgence de la république d'Azerbaïdjan dans son activité a donné une importance particulière à la pratique internationale, une grande expérience sur la gestion des états d'urgence de coopération accorde une attention particulière au développement.
Le ministère coopère avec les organisations internationales suivantes : ONU, OTAN, Organisation pour la sécurité et la coopération en Europe, CEI, GUAM, OIAC, AIEA, BSEC, OIPC Afin d'améliorer les compétences dans le domaine des situations d'urgence, les employés du MES étudient Russie, Ukraine, Biélorussie, Allemagne dans les domaines de la gestion des urgences. Ce sont les pays avec lesquels le ministère coopère : fédération de Russie, États-Unis, Jordanie, République turque, Ukraine, Biélorussie, France, Allemagne, etc.
Du 24 au 27 septembre 2007 à Bakou, MES a développé, en coopération avec l'Académie Internationale des Sciences, un colloque international sur le thème "Cataclysmes naturels et problèmes globaux de la civilisation moderne".